# CEEplus
CEEplus – indeks giełdowy największych i najbardziej płynnych spółek notowanych na giełdach z regionu Europy Środkowej z Chorwacji, Czech, Polski, Rumunii, Słowacji, Słowenii i Węgier.
Jest to indeks cenowy.